# Famille Mitford

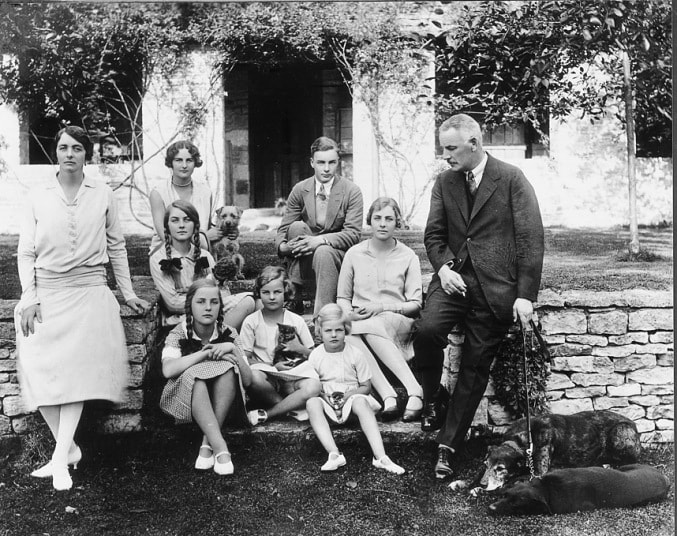
La famille Mitford en 1928. Au premier rang de gauche à droite, la mère Sydney Bowles, les filles Unity, Jessica et Deborah, le père David Freeman-Mitford ; au second rang, Diana et Pamela ; au fond, Nancy et Tom

La famille Mitford appartient à la noblesse britannique. Malgré l'ancienneté de ses racines, les Mitford les plus célèbres sont, sans doute, les six sœurs (les « Mitford sisters ») dont la biographie se confond avec l’histoire du XXe siècle.

## Origines
La famille Mitford a ses origines dans le Northumberland à l'époque de la conquête normande de l'Angleterre. La lignée principale possède les demeures de Mitford Castle, Mitford Old Manor House et, depuis 1828, Mitford Hall. Plusieurs Mitford furent shérifs du Northumberland. Une branche cadette, propriétaire de Newton Park, dans le Northumberland, et d'Exbury House, dans le Hampshire, fut élevée à la pairie avec le titre de baron Redesdale.

Les six sœurs Mitford, de l’aînée à la benjamine, portraits de William Acton en 1937
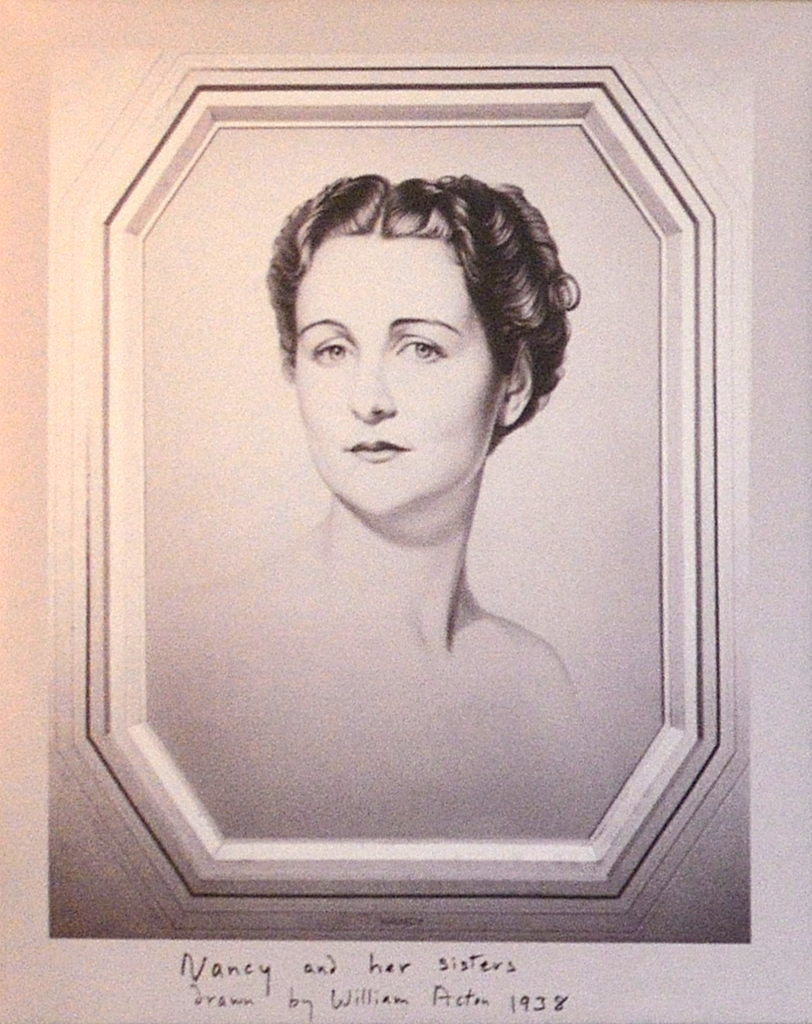
Nancy
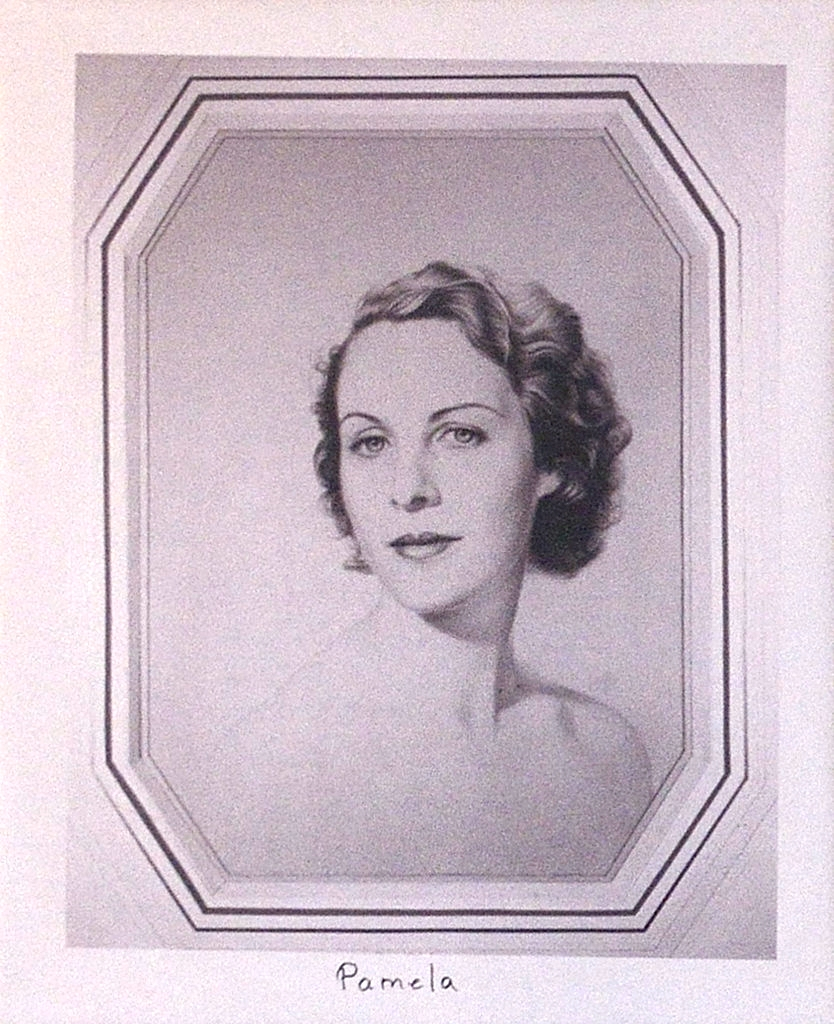
Pamela
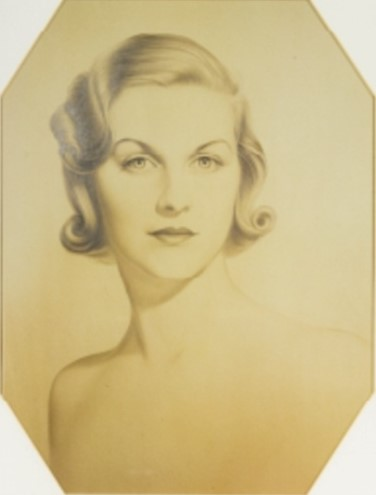
Diana
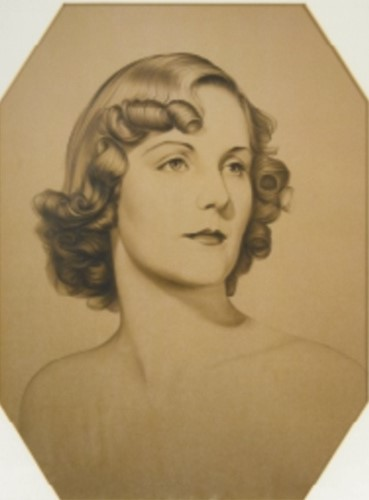
Unity
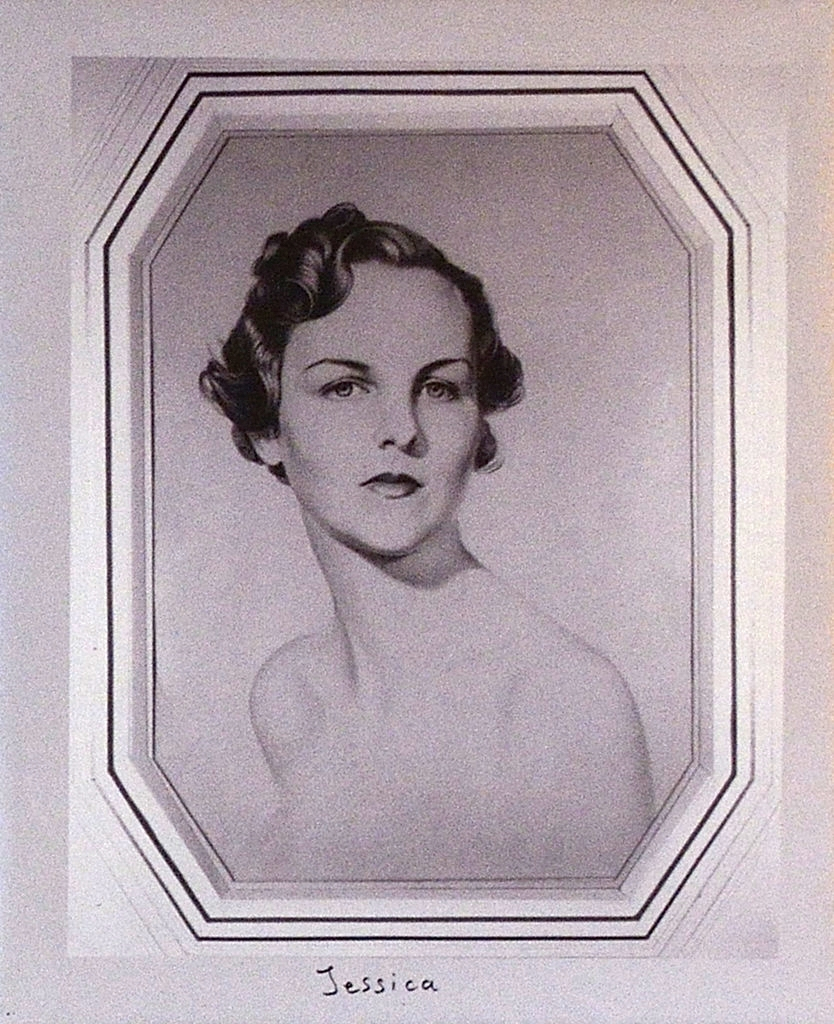
Jessica
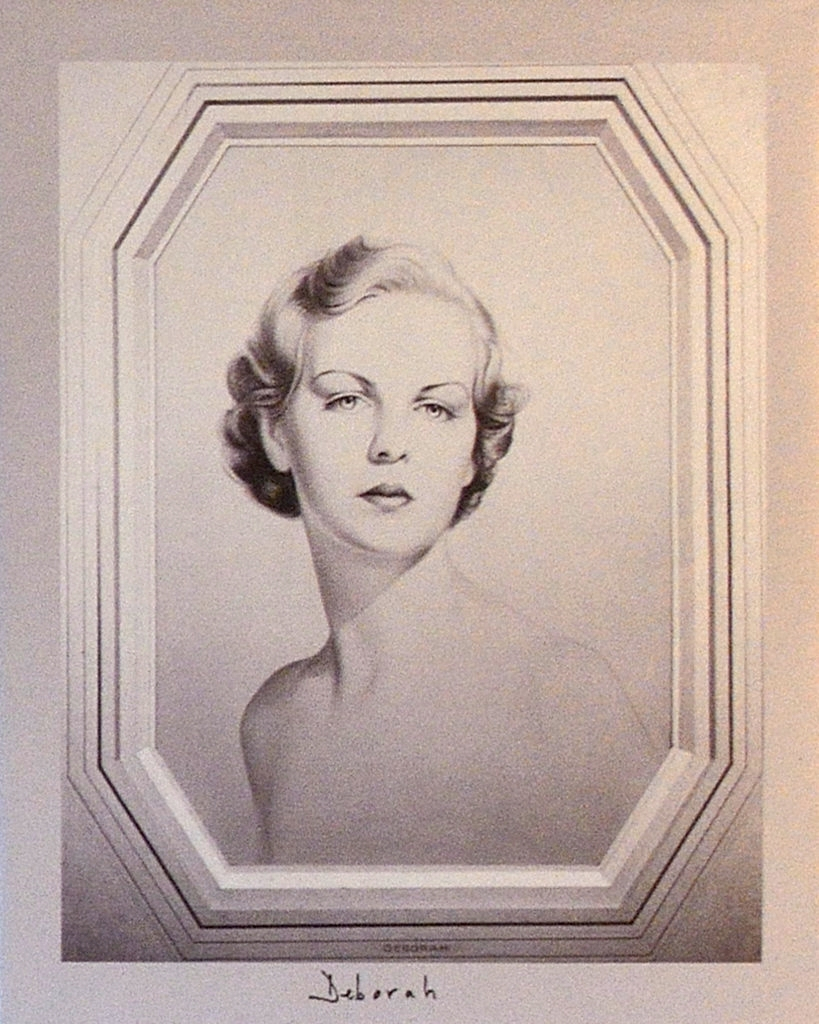
Deborah

## Les «sœurs Mitford» et leur frère

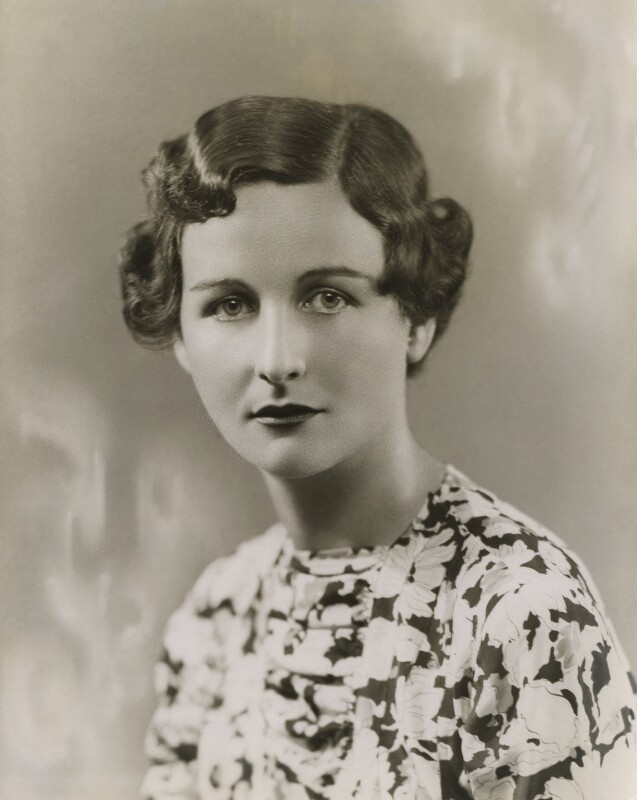
Nancy en 1932.

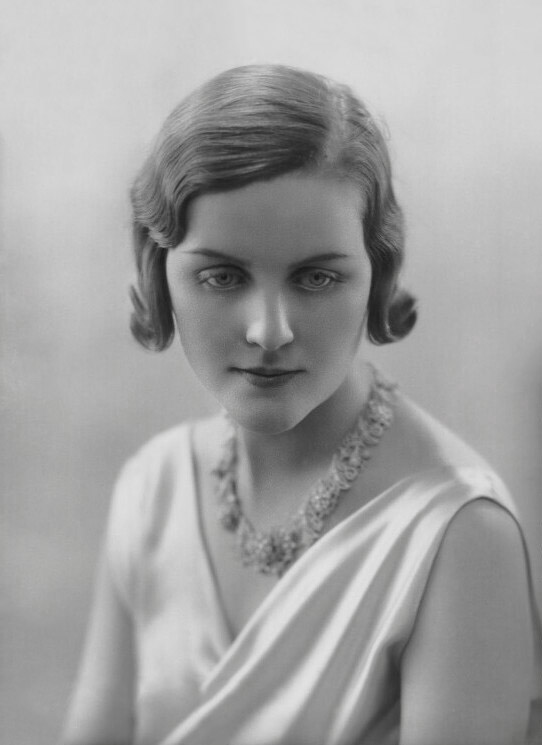
Diana en 1932.

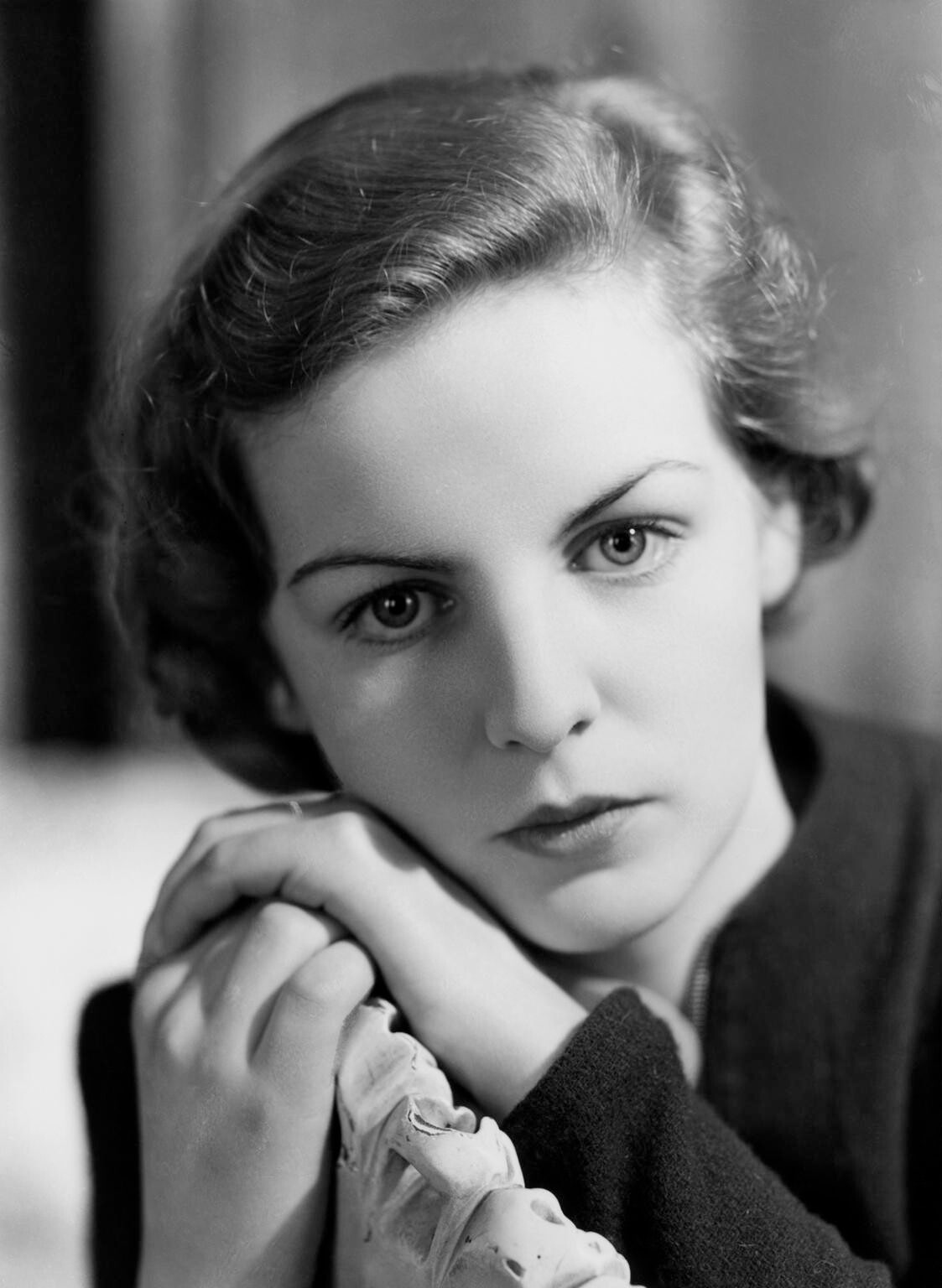
Deborah en 1938.

Les six sœurs Mitford sont les filles de David Freeman-Mitford (2e baron Redesdale), et de Sydney Bowles, mariés le 6 février 1904. Sydney Bowles était la fille de Thomas Gibson Bowles, fondateur des deux magazines The Lady et Vanity Fair. Les sœurs Mitford n'eurent qu'un frère, Thomas. Tous les sept portaient le qualificatif de « Honorable ».
1. Nancy (1904-1973) fut une romancière à succès qui publia La Poursuite de l'amour et L'Amour dans un climat froid. Elle se passionna ensuite pour l'écriture de biographies. Elle vécut à Paris et à Versailles (rue d'Artois) et éprouva jusqu'à sa mort un amour passionné pour Gaston Palewski[1].
2. Pamela (1907-1994), surnommée « Pam », défendit avec vigueur la cause des animaux. Elle mena une vie beaucoup plus paisible que ses sœurs. Un temps courtisée par l'écrivain et poète John Betjeman, sa seule extravagance fut de se marier en noir, avec Derek Jackson en 1936 ; celui-ci par contraste mena une vie colorée et agitée[a]. Secrètement bisexuel et marié au total six fois, Jackson divorça de Pamela Mitford en 1951, son ex-épouse se tourna alors vers des amours féminines, vivant en couple avec l'écuyère italienne Giuditta Tommasi jusqu'à la fin de ses jours.
3. Thomas (1909-1945), surnommé « Tom », le seul fils, commandant dans la British Army, demanda à servir en Extrême-Orient pour ne pas avoir à combattre les Allemands, mourut en Birmanie à cinq semaines de la fin de la Seconde Guerre mondiale.
4. Diana (1910-2003) se maria en premières noces avec Bryan Guinness, deuxième baron Moyne et héritier des brasseries Guinness, et en secondes noces avec Sir Oswald Mosley, militant fasciste britannique. Elle milita avec lui et tenta un rapprochement entre le mouvement de son mari et Hitler, qu'elle rencontra à de nombreuses reprises. Elle eut deux fils de chacun de ses époux, dont Max Mosley, ancien président de la Fédération Internationale de l'Automobile.
5. Unity (1914-1948), surnommée « Bobo », la quatrième des sœurs, était fascinée par la discipline militaire. Elle s'engagea dans le parti nazi et devint une admiratrice de Hitler, qu'elle chercha longtemps à rencontrer et dont elle devint une amie proche. Elle ne supporta pas que le Royaume-Uni entrât en guerre contre l'Allemagne nazie et tenta de se suicider le jour-même de la déclaration de guerre, le 3 septembre 1939, dans un jardin public de la ville de Munich où elle se trouvait : le Jardin anglais. La balle resta logée dans son crâne près de neuf ans, la fit souffrir et l’handicapa sérieusement et finit par causer sa mort.
6. Jessica (1917-1996), surnommée « Decca », s'engagea au parti communiste américain puis rejoignit l'Espagne pour participer à la lutte des républicains contre les forces de Franco. Elle épousa son cousin Esmond Romilly, neveu de Winston Churchill, qui mourut abattu par l'aviation allemande au-dessus de la mer du Nord, en 1941. Elle se remaria aux États-Unis avec un syndicaliste américain, avec lequel elle défendit la cause des Noirs. Elle écrivit plus tard un best-seller, The American Way of Death, dénonçant les pratiques des pompes funèbres. Cet ouvrage lui permit de devenir une journaliste d'investigation pour la presse américaine.
7. Deborah (1920-2014), surnommée « Debo », épousa en 1941 lord Andrew Cavendish (1920-2004), futur duc de Devonshire, neveu du Premier ministre Harold Macmillan et petit-fils de Victor Cavendish, gouverneur général du Canada. Elle est la propriétaire du château de Chatsworth House, dans le Derbyshire.

On cite souvent le jugement lapidaire de lord Redesdale sur sa progéniture : « Je suis normal, ma femme est normale, mais mes filles sont toutes plus folles les unes que les autres. »

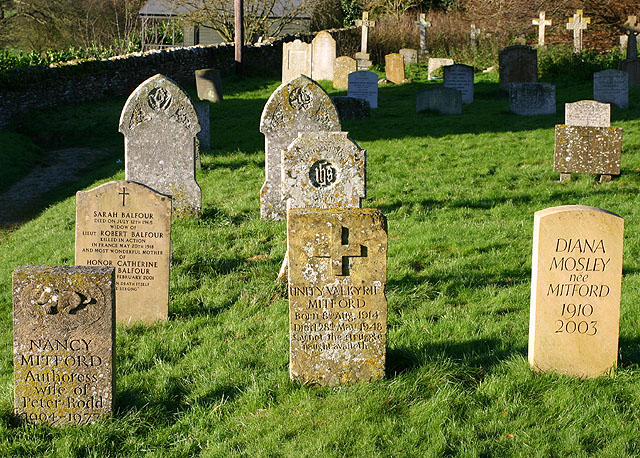
À Swinbrook, Oxfordshire, les tombes de trois sœurs Mitford, de gauche à droite au 1er plan : Nancy, Unity (avec une croix en relief) et Diana.
Une 4e sœur, Pamela, est enterrée dans ce cimetière, au nord-ouest de la tour. Une simple plaque dans l'église rappelle la mémoire de Thomas, mort au combat en Birmanie et enterré sur place.

## Membres de la famille
Entre autres membres de la famille Mitford et personnalités apparentées, on peut citer le top-model Stella Tennant, petite-fille de Deborah, duchesse douairière de Devonshire ; le dandy Stephen Tennant (1906-1987), compagnon du poète Siegfried Sassoon, et personnage immortalisé par des ouvrages de Evelyn Waugh, Nancy Mitford et V. S. Naipaul ; la romancière Emma Tennant (née en 1937) et son fils l'écrivain Matthew Yorke (né en 1958) ; le réalisateur Anthony Asquith ; la femme de lettres Elizabeth Asquith, épouse du prince Antoine Bibesco; l'actrice Helena Bonham Carter, petite-nièce d'Anthony Asquith ; Daphne Guinness.